# Cascante del Río
Cascante del Río (aragónul Cascant) település Spanyolországban, Teruel tartományban. Cascante del Río Villastar, Cubla, Valacloche, Camarena de la Sierra, Riodeva és Villel községekkel határos. Lakosainak száma 65 fő (2024).

## Népesség
A település népessége az utóbbi években az alábbiak szerint változott:
| Lakosok száma | 114  | 103  | 96   | 80   | 91   | 82   | 73   | 67   | 66   | 65   |
|               | 2001 | 2004 | 2007 | 2009 | 2012 | 2014 | 2017 | 2019 | 2022 | 2024 |